# François d'Arbaud de Porchères
François d'Arbaud de Porchères (Brignoles, 20 dicembre 1590 – Senevoy, 5 maggio 1640) è stato un poeta francese, membro dell'Académie française.

## Biografia
Dalla sua regione natale, la Provenza, si trasferì a Parigi per diventare discepolo del poeta François de Malherbe. Alla morte del maestro ebbe in eredità metà della sua biblioteca (l'altra metà andò a Racan).
È l'autore di molte poesie, alcune delle quali apparse in raccolte contemporanee. Spesso confuso con Honorat Laugier de Porchères, anch'esso membro dell'Académie française, gli sono attribuite poesie galanti come il celebre sonetto avente per tema i begl'occhi di Gabrielle d'Estrées, mentre al contrario sembrerebbe non aver composto altro che poesie di tema religioso. La sua unica opera maggiore è una traduzione in versi dei Salmi di Davide.
Nel 1634 divenne uno dei primi membri della Académie française, dove pronunciò il ventesimo e ultimo discorso d'inaugurazione, intitolato De l'amour des sciences. A dispetto di una pensione di mantenimento di 600 lire accordatagli dal cardinale Richelieu, visse sempre in uno stato di relativa povertà.
Sposato ad una dama del casato De La Chapelle-Senevoy, si ritirò nei suoi possedimenti di Senevoy, antica signoria della Borgogna, dove muore all'età di 50 anni.

## Sonetto «Sur l'Esprit malin»
Nature, prête-moi tes plus noires couleurs,

Fournis, pour mon tableau, le sang d'une panthère,

Le venin d'un dragon, le fiel d'une vipère,

D'un crocodile enfin, et l'écume et les pleurs.

Je veux peindre, aujourd'hui, l'artisan des malheurs,

Le lion, le serpent, le monstre sanguinaire

Qui nous fit tous mortels, en tuant notre père,

Et, par lui, nous causa d'éternelles douleurs.

Il nous ouvrit la voie aux éternelles flammes,

Et ce bourreau cruel et des corps et des âmes

Détruisit, d'un seul coup, le bonheur des humains.

C'est à toi-même, ô Dieu ! que Satan fit outrage.

L'Homme est ta ressemblance et l'œuvre de tes mains:

Venge l'Original, en sauvant son image.
«Sul Maligno.  Natura, prestami le tue tinte più nere, | Fornisci, per il mio quadro, il sangue di una pantera, | Il veleno d'un drago, il fiele d'una vipera, | D'un coccodrillo infine, la bava e le lacrime. || Voglio dipingere oggi l'artefice dei mali, | Il leone, il serpente, il mostro sanguinario | Che ci ha fatto tutti mortali, uccidendo nostro padre, | E, a causa sua, ci provocò eterni dolori. || Ci fa strada sulla via delle fiamme eterne, | E questo boia crudele di corpi e di anime | Distrugge, in un sol colpo, la felicità degli umani. || È a te stesso, Dio! che Satana fa oltraggio. | L'uomo fatto a tua somiglianza è il frutto delle tue mani: | Vendica l'Originale, salvando la sua immagine.»

## Opere
- Le Rosaire de la Ste Vierge (1627)
- Paraphrase des Psaumes graduels. Par Franc̜ois d'Arbaut, escuyer, sieur de Porcheres (1633)
- Au Roy Ode (1633)
- Ode à monseigneur le cardinal duc de Richelieu (1636)
- Les Pseaumes de la pénitence de David, mis en vers français par Fr. Porchères d'Arbaud (1651)

Raccolte
- Premier recueil de diverses poésies tant du feu sieur de Sponde que des sieurs Du Perron, de Bertaud, de Porchères et autres, non encor imprimées, recueillies par Raphaël Du Petit Val (1603) Testo in linea
- Le Parnasse des plus excellens poëtes de ce temps (1618) pubblicati da Mathieu Guillemot
- Rimes de d'Arbaud-Porchères, éditées pour la première fois avec ses notes scientifiques et un fac-simile de son écriture (1855) pubblicati da Philippe d'Arbaud-Jouques Testo in linea
- Six sonnets du dix-septième siècle (1923)